# Vuelta a España 2015
Vuelta a España 2015 byl 70. ročník závodu, jenž probíhal od 22. srpna do 13. září. Start závodu proběhl ve městě Puerto Banús a končil v Madridu. Jezdci museli absolvovat 3,374.4 km ve 21. etapách, z toho: 2 časovky (1 individuální, 1 týmová), 6 etap rovinatých, 7 kopcovitých a 6 horských.

## Trasa závodu
| Etapa | Datum | Start–cíl                                        | Vzádlenost |                 |                      | Vítěz                |
| ----- | ----- | ------------------------------------------------ | ---------- | --------------- | -------------------- | -------------------- |
| 1     | 22.8  | Puerto Banús – Marbella                          | 7, 4 km    | Team time trial | Týmová časovka       | BMC Racing Team      |
| 2     | 23.8  | Alhaurín de la Torre – Caminito del Rey (Álora)  | 165 km     |                 | Kopcovitá etapa      | Esteban Chaves       |
| 3     | 24.8  | Mijas – Málaga                                   | 164,6 km   |                 | Rovinatá etapa       | Peter Sagan          |
| 4     | 25.8  | Estepona – Vejer de la Frontera                  | 203 km     |                 | Zvlněná etapa        | Alejandro Valverde   |
| 5     | 26.8  | Rota – Alcalá de Guadaira                        | 182 km     |                 | Rovinatá etapa       | Caleb Ewan           |
| 6     | 27.8  | Córdoba – Sierra de Cazorla (Cazorla)            | 204 km     |                 | Kopcovitá etapa      | Esteban Chaves       |
| 7     | 28.8. | Jodar – La Alpujarra (Capileira)                 | 188,3 km   |                 | Horská etapa         | Bert-Jan Lindeman    |
| 8     | 29.8  | Puebla de Don Fadrique – Murcia                  | 188,6 km   |                 | Rovinatá etapa       | Jasper Stuyven       |
| 9     | 30.8  | Torrevieja – Cumbre del Sol (Benitachell)        | 168,3 km   |                 | Kopcovitá etapa      | Tom Dumoulin         |
| 10    | 31.8  | Valencie – Castellón de la Plana                 | 152 km     |                 | Rovinatá etapa       | Kristian Sbaragli    |
|       | 1.9   | Volný den                                        | Volný den  | Volný den       | Volný den            | Volný den            |
| 11    | 2.9   | Andorra la Vella – Cortals d'Encamp              | 138 km     |                 | Horská etapa         | Mikel Landa          |
| 12    | 3.9   | Escaldes-Engordany – Lleida                      | 172,5 km   |                 | Rovinatá etapa       | Danny van Poppel     |
| 13    | 4.9   | Calatayud – Tarazona                             | 168 km     |                 | Kopcovitá etapa      | Nelson Oliveira      |
| 14    | 5.9   | Vitoria-Gasteiz – Fuente del Chivo (Alto Campoo) | 213 km     |                 | Horská etapa         | Alessandro De Marchi |
| 15    | 6.9   | Comillas – Sotres (Cabrales)                     | 175 km     |                 | Horská etapa         | Joaquim Rodriguez    |
| 16    | 7.9   | Luarca – Ermita del Alba (Quiros)                | 184 km     |                 | Horská etapa         | Fränk Schleck        |
|       | 8.9   | Volný den                                        | Volný den  | Volný den       | Volný den            | Volný den            |
| 17    | 9.9   | Burgos – Burgos                                  | 39 km      | Time trial      | Individuální časovka | Tom Dumoulin         |
| 18    | 10.9  | Roa de Duero – Riaza                             | 204 km     |                 | Kopcovitá etapa      | Nicolas Roche        |
| 19    | 11.9  | Medina del Campo – Ávila                         | 185 km     |                 | Zvlněná etapa        | Alexis Gougeard      |
| 20    | 12.9  | San Lorenzo del Escorial – Cercedilla            | 181 km     |                 | Horská etapa         | Rubén Plaza          |
| 21    | 13.9  | Alcalá de Henares – Madrid                       | 93,7 km    |                 | Rovinatá etapa       | John Degenkolb       |